# Granice (Mladenovac)
Pour les articles homonymes, voir Granice et Granica.

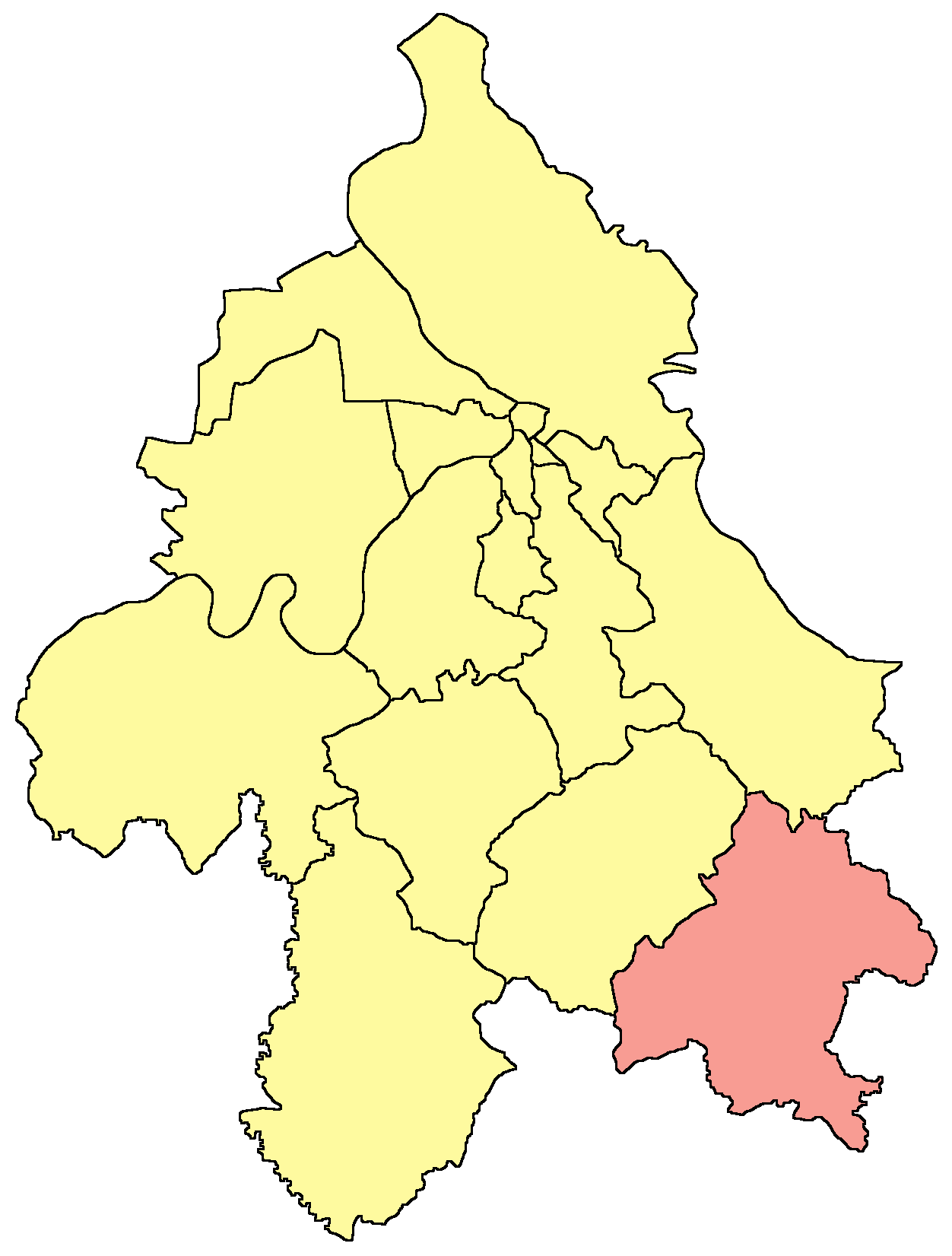
Localisation de la municipalité de Mladenovac dans la Ville de Belgrade

Granice (en serbe cyrillique : Границе) est une localité de Serbie située dans la municipalité de Mladenovac et sur le territoire de la Ville de Belgrade. Au recensement de 2011, elle comptait 1 468 habitants.
Granice, officiellement classé parmi les villages de Serbie, est également connu sous le nom de Velika Granice.

## Démographie

### Évolution historique de la population
| 1948 | 1953 | 1961 | 1971 | 1981  | 1991  | 2002  | 2011  |
| ---- | ---- | ---- | ---- | ----- | ----- | ----- | ----- |
| 656  | 694  | 812  | 875  | 1 152 | 1 376 | 1 460 | 1 468 |

|  |